# Francisco Madariaga
Francisco Madariaga (9 de septiembre de 1927-24 de septiembre de 2000), también conocido como Coco Madariaga fue un poeta argentino. 
Se le relaciona en sus inicios con El grupo de Pellegrini, grupo poético surrealista que surge alrededor de la revista literaria A partir de cero, fundada por Enrique Molina y el propio Aldo Pellegrini. La poesía de Francisco Madariaga destaca por su lenguaje simbolista y su notable riqueza y concisión de imágenes, con que el autor describe el paisaje natal en términos de memoria. En la producción poética de Francisco Madariaga confluyen líneas diversas, como el surrealismo, el barroco americano y las constelaciones de Oliverio Girondo.

## Biografía
Nació el 9 de septiembre de 1927, y a los 14 días de vida fue llevado al Paraje Estancia Caimán, Tercera Sección, del Departamento de Concepción en la Provincia de Corrientes, Argentina. Hasta los 15 años de edad vivió entre esteros, lagunas, palmeras salvajes y los gauchos más arcaicos que aún quedan en la Cuenca del Plata. En este escenario pasó su infancia, marcado por el idioma guaraní que nunca dejó de hablar ni bien llegado a su tierra. Viajó a Buenos Aires para completar sus estudios y residió allí, alternando con largas temporadas en el campo, sin perder nunca el contacto con Corrientes.
Era hijo de Francisco Aurelio Madariaga, graduado en Medicina Veterinaria en la Universidad de La Plata, nacido en el pueblo correntino de Concepción, y de Margarita Pallette, maestra, porteña del barrio de Floresta.
En 1947 conoció al narrador Gerardo Pisarello, a quien visitó por primera vez en su casa de Saladas, Corrientes, lo que marcará el inicio de una profunda amistad.
En 1951, ya en Buenos Aires, se vinculó con los poetas, pintores, escultores, cineastas y músicos surrealistas que se nuclearon para publicar la revista Letra y Línea, cuyo primer número apareció en 1954 bajo la dirección de Aldo Pellegrini.

Esta experiencia constituye una apertura hacia una búsqueda personal de intenso lirismo, que implicó un regreso al mítico cosmos de su infancia, “centro de su universalidad”.

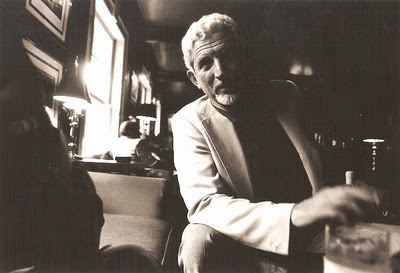
Francisco Madariaga en Caracas, Venezuela, 1995.

En 1954 conoció a Oliverio Girondo, y en su casa de la calle Suipacha, donde vivió con Nora Lange, compartirá magníficas veladas con Miguel Ángel Asturias, Lisandro Galtier, Edgar Bayley, Olga Orozco, Juan Antonio Vasco, José María Gutiérrez, Ramón Gómez de La Serna, Xul Solar, Enrique Molina, Marcel Marceau, María Meleck Vivanco, Carlos Latorre, Juan Filloy, Romulo Macchió, Rodolfo Alonso, Aldo Pellegrini, Alfredo Martínez Howard y Eduardo Calamaro, entre otros.
Desde 1954, año en que apareció su primer libro de poesía El pequeño patíbulo, se suceden 18 obras, entre las cuales se destacan Las jaulas del sol (1959), El delito natal (1963), Los terrores de la suerte (1967), El asaltante veraniego (1968), Tembladerales de oro (1973), Llegada de un jaguar a la tranquera (1980), Resplandor de mis bárbaras (1985), El tren casi fluvial (segunda obra reunida 1988), País garza real (1997), Aroma de apariciones (1998), Criollo del universo (1998), Solo contra dios no hay veneno (1998).
Sus poemas han sido publicados en importantes antologías de Latinoamérica y Europa y traducidos al inglés, francés, alemán, sueco, portugués e italiano, entre ellas Poesía Argentina (Instituto Torcuato Di Tella, 1963), Antología viva de la poesía latinoamericana (España (1966), Contemporary Argentine poetry. An anthology (bilingüe, 1969), Poeti Ispanoamericani Contemporanei (Italia 1970), Moderne argentinische Lyrik (Alemania, 1975), Poesía Nueva Latinoamericana (Perú, 1981), Antología de la Poesía Hispanoamericana (México, 1985), La Nueva Poesía Argentina Contemporánea (español-italiano, 1988).
Colaboró desde joven en prestigiosas revistas y diarios de su país y del exterior (como Clarín y La Nación de Buenos Aires, y diarios del interior), en revistas del exterior (como Cuadernos Hispanoamericanos de Madrid, Eco de Bogotá, Zona Franca de Caracas, Periódico de Poesía de la Universidad Nacional Autónoma de México), y en los diarios El Universal y El Nacional de Caracas, El Espectador de Bogotá, Presencia de Bolivia, etc.
Obtuvo premios importantes a partir de 1963; entre ellos, se destaca el Premio Nacional de Poesía en 2005, por la obra correspondiente al período 1996-1999, y el Premio Konex - Diploma al Mérito 1994, entre otros. Ha escrito obras en prosa y concurrido como invitado a Congresos y Reuniones Literarias Internacionales y de su país.
Tuvo dos hijos de su primer matrimonio con Amalia Cernadas, Gaspar Hernán y Florencia Natalia; de su segundo matrimonio con Elida Manselli, a Lucio Leonardo.

## Obra
- 1954 El Pequeño Patíbulo (Ediciones Letra y Línea, Buenos Aires)
- 1959/60 Las jaulas del sol (Ediciones A partir de Cero, Buenos Aires)
- 1963 El delito natal (Editorial Sudamericana, Buenos Aires)
- 1967 Los terrores de la suerte (Editorial Biblioteca, Rosario)
- 1968 El asaltante veraniego (Ediciones del Mediodía, Buenos Aires)
- 1973 Tembladerales de oro (Ediciones Interlínea, Buenos Aires). Reeditado con introducción de Víctor Redondo por El Búho Ediciones, Rosario, 1985)
- 1976 Aguatrino (Ediciones Edición del Poeta, Buenos Aires)
- 1980 Llegada de un jaguar a la tranquera (Ediciones Botella al Mar, Buenos Aires)
- 1983 Poemas (Autoselección, publicada por Ediciones Fundarte, en Caracas - Venezuela, con introducción de Juan Antonio Vasco)
- 1982 La balsa mariposa (Primera Obra Reunida, editada por la Municipalidad de la ciudad de Corrientes, con introducción de Óscar Portela)
- 1985 Una acuarela móvil (Ediciones El imaginero, Buenos Aires).
- 1985 Resplandor de mis bárbaras (Ediciones Tierra Firme, Buenos Aires)
- 1988 El tren casi fluvial (Obra Reunida, editada por el Fondo de Cultura Económica de México en Buenos Aires)
- 1997 País Garza Real (Editorial Argonauta, Buenos Aires)
- 1998 Aroma de apariciones (Ediciones Último Reino, Buenos Aires)
- 1998 En la tierra de nadie (Ediciones del Dock Buenos Aires)
- 1998 Criollo del universo (Editorial Argonauta, Buenos Aires)
- 1998 Solo contra Dios no hay veneno (Ediciones Último Reino, Buenos Aires)
- 2016 Contradegüellos. Obra reunida (EDUNER, Paraná, Entre Ríos)

## Antologías argentinas y extranjeras
Ha sido traducido al inglés, francés, portugués, sueco, italiano y alemán y publicado, entre otras, en las siguientes antologías:
1963- POESÍA ARGENTINA – DIEZ POETAS. Selección del Instituto Torcuato di Tella, Buenos Aires, Editorial del Instituto.
1966- ANTOLOGÍA VIVA DE LA POESÍA LATINOAMERICANA. Editorial Seix Barral, de Barcelona, España, selección y prólogo de Aldo Pellegrini.
1969- CONTEMPORARY ARGENTINE POETRY. AN ANTHOLOGY, (bilingüe) by William Shand, Buenos Aires, Fundación Argentina para la Poesía.
1970- POETI ISPANOAMERICANI CONTEMPORANEI, Feltrinelli Editore Milano, Italia.
1975- MODERNE ARGENTINISCHE LYRIK, Horts Erdman Verlag, Alemania.
1975- POETAS ARGENTINOS CONTEMPORÁNEOS, selección Horacio Jorge Becco, Buenos Aires.
1979- ANTOLOGÍA DE LA POESÍA ARGENTINA, selección y prólogo de Raúl Gustavo Aguirre, Ediciones Literarias Fausto, Buenos Aires.
1979- POESÍA ARGENTINA CONTEMPORÁNEA, Fundación Argentina para la Poesía, Tomo I, Buenos Aires.
1981- POESÍA NUEVA LATINOAMERICANA, selección y prólogo de Manuel Ruano, Lima, Perú.
1985- ANTOLOGÍA DE LA POESÍA HISPANOAMERICANA, selección y prólogo de Juan Gustavo Cobo Borda, Fondo de Cultura Económica de México.
1988- LA NUEVA POESÍA ARGENTINA CONTEMPORÁNEA, en español e italiano, selección y prólogo de Antonio Aliberti, Buenos Aires.
1988- GRANDES POETAS –Criollo del Universo. Francisco Madariaga, fascículo n°44 del Centro Editor de Buenos Aires. Selección y prólogo de Daniel Freindemberg.
1995- CANTOS AUSTRALES. Poesía Argentina 1940/80. Selección Manuel Ruano, Monte Ávila Editores Latinoamericana, Buenos Aires.
1996- ANTOLOGÍA POÉTICA. Poetas Argentinos Contemporáneos, Volumen 5, Fondo Nacional de las Artes.
1998- 23 POETAS ARGENTINOS CONTEMPORÁNEOS. Instituto de Cultura Duilio Marinucci. Director Osvaldo Svanascini. Buenos Aires.
1999- ANTOLOGÍA POÉTICA. Homenajes a Arturo Cuadrado. Ediciones Botella al Mar.
2003- ANTOLOGÍA BILINGÜE-PUENTES-POESÍA ARGENTINA Y BRASILEÑA CONTEMPORÁNEA. Selección y ensayo introductorio de Jorge Monteleone y Eloisa Buarque de Holanda. Fondo de Cultura Económica de Buenos Aires.
2007- UN NUEVO CONTINENTE. ANTOLOGÍA DEL SURREALISMO EN LA POESÍA DE NUESTRA AMÉRICA. Organización a cargo del escritor Floriano Martins, en la ciudad de Caracas, Venezuela, por MONTE ÁVILA EDITORES LATINOAMERICANA C.A., dentro de la Colección Altazor.

## Premios y distinciones
1963- Auspicio del Fondo Nacional de las Artes y edición de su libro “El Delito Natal”.
1967- “Premio Fundación Lorenzutti”, Buenos Aires, por su libro “Los Terrores de la Suerte”.
1980- “Premio Cesar Mermett”, otorgado por la Fundación Argentina para la Poesía, por su libro “Llegada de un Jaguar a la Tranquera”.
1984- “Premio Guaraní”, otorgado por el Gobierno de la Provincia de Corrientes, por su libro “Llegada de un Jaguar a la Tranquera”. Este libro ha sido musicalizado en buena parte por la cantante Teresa Parodi bajo el título de “Cantata en Homenaje a Corrientes”, que fue presentada en 1980 en el Teatro Planeta de Buenos Aires y en 1984 en el Hotel Guaraní de la Provincia de Corrientes.
1985- “Tercer Premio Nacional de Poesía”, por su libro “Resplandor de mis Bárbaras”.
1988- “Premio Gran Búho” otorgado por la Sociedad Argentina de Escritores, Seccional Corrientes, por su libro “Llegada de un Jaguar a la Tranquera”.
1988- “Premio Esteban Echeverría” de Gente de Letras.
1991- “Premio Municipal de Poesía”, Ciudad de Buenos Aires, por el libro “Criollo del Universo”.
1991- “Premio Trascendencia Cultural” otorgado por el Fondo Nacional de las Artes, a trayectoria.
1994- “Premio Konex” en Letras, Poesía.
1997- “Tercer Premio de Poesía”, Régimen de Fomento a la Producción Literaria, Fondo Nacional de las Artes, por su libro “Aroma de Apariciones”.
2000- “Gran Premio de Honor 2000”, de la Fundación Argentina para la Poesía.
2000- “Reconocimiento a su prolífica Obra Poética y aportes a la cultura correntina y nacional”, por la Fundación Torres Vera y Aragón, de la Provincia de Corrientes.
2005- “Primer Premio Nacional” de la República Argentina, Producción 1996/1999 por los libros “Aroma de Apariciones”, “País Garza Real” y “Criollo del Universo”.